# Xiphochaeta veltuina
Xiphochaeta veltuina là một loài ruồi trong họ Tachinidae.